# Euchaetes egle
Euchaetes egle és una papallona nocturna de la subfamília Arctiinae i la família Erebidae.
És comuna a la darreria de d'estiu quan s'alimenta sobre les plantes d'Asclepias i Apocynum. Com la majoria de les espècies d'aquesta família, té defenses químiques que adquireix de les seves plantes nutrícies; en aquest cas, glucòsids cardíacs. Aquests són retinguts en els adults i dissuadeixen els ratpenats, i presumiblement altres depredadors que s'alimentin d'aquests insectes.

## Distribució
Es troba a l'Amèrica del Nord: al sud del Canadà i del sud de Texas a Florida (Wagner 2005).

## Cicle de vida
Una generació per any al nord, dos o més al sud.

### Ou
Les femelles ponen ous en masses en el revers de les fulles.

### Larva
Els primers estadis semblen lleugerament peludes i grises. Mengen les fulles senceres. Són gregàries fins al seu tercer instar. En etapes posteriors tenen flocs de pèls negres, blancs i taronja i de vegades de color groc. La càpsula del cap és de color negre. A la darrera etapa es mouen molt i poden romandre soles o en petits grups. Les larves madures es troben a partir del juny. Aconsegueixen una longitud de 35 mm.

### Pupa
El capoll sembla de feltre, amb «pèls» de la larva; s'hi passa l'hivern.

### Adults
Les ales són de color grisenc. Les ales anteriors tenen bandes de color beix amb la vora negra. El cos és "pelut" i groc, amb una fila de punts negres en el mig del dors. Els mascles utilitzen els seus òrgans timbals per atraure les femelles i per defensar-se dels ratpenats.

## Plantes alimentàries
S'alimenta amb freqüència d'Asclepias i a vegades d'Apocynum com a plantes nutrícies de les larves.
Aquestes plantes produeixen un làtex enganxós que pot impedir l'alimentació de les larves. Els primers estadis eviten les fulles esqueletitzades. Les larves més grans tallen els conductes que irriguen el làtex, que redueix el flux de làtex a la zona on s'alimenten.

## Galeria

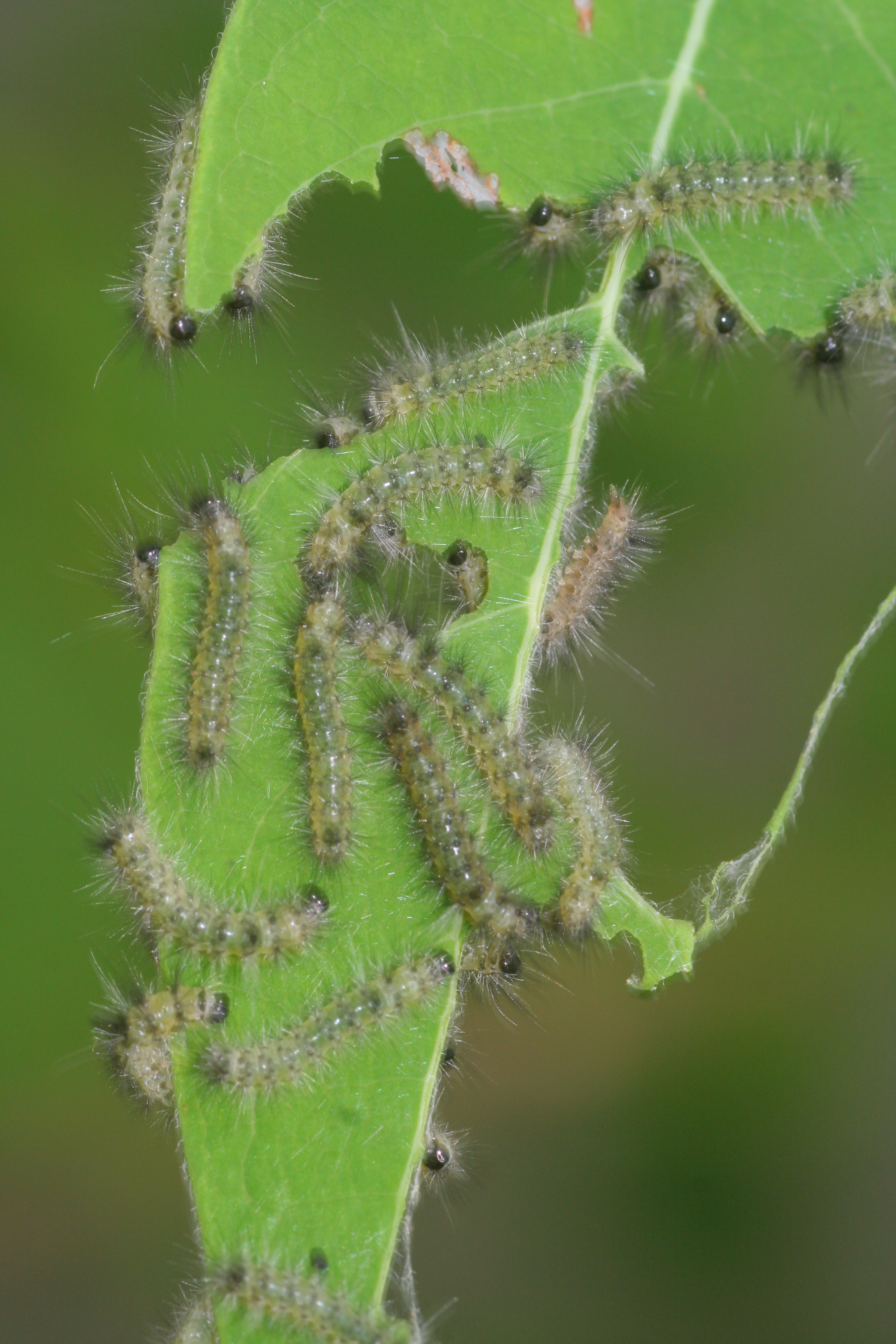
Primer instar
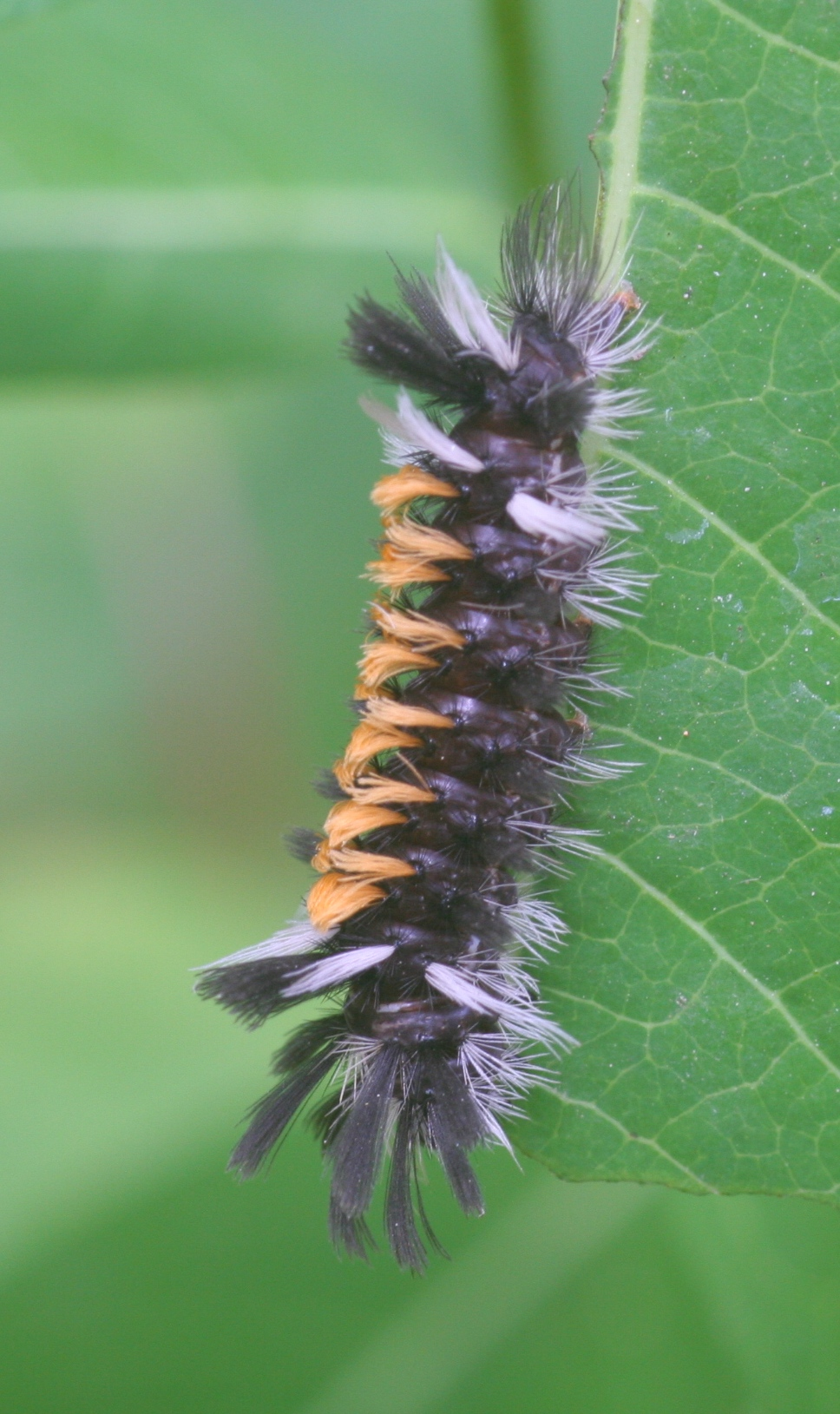
Darrer instar
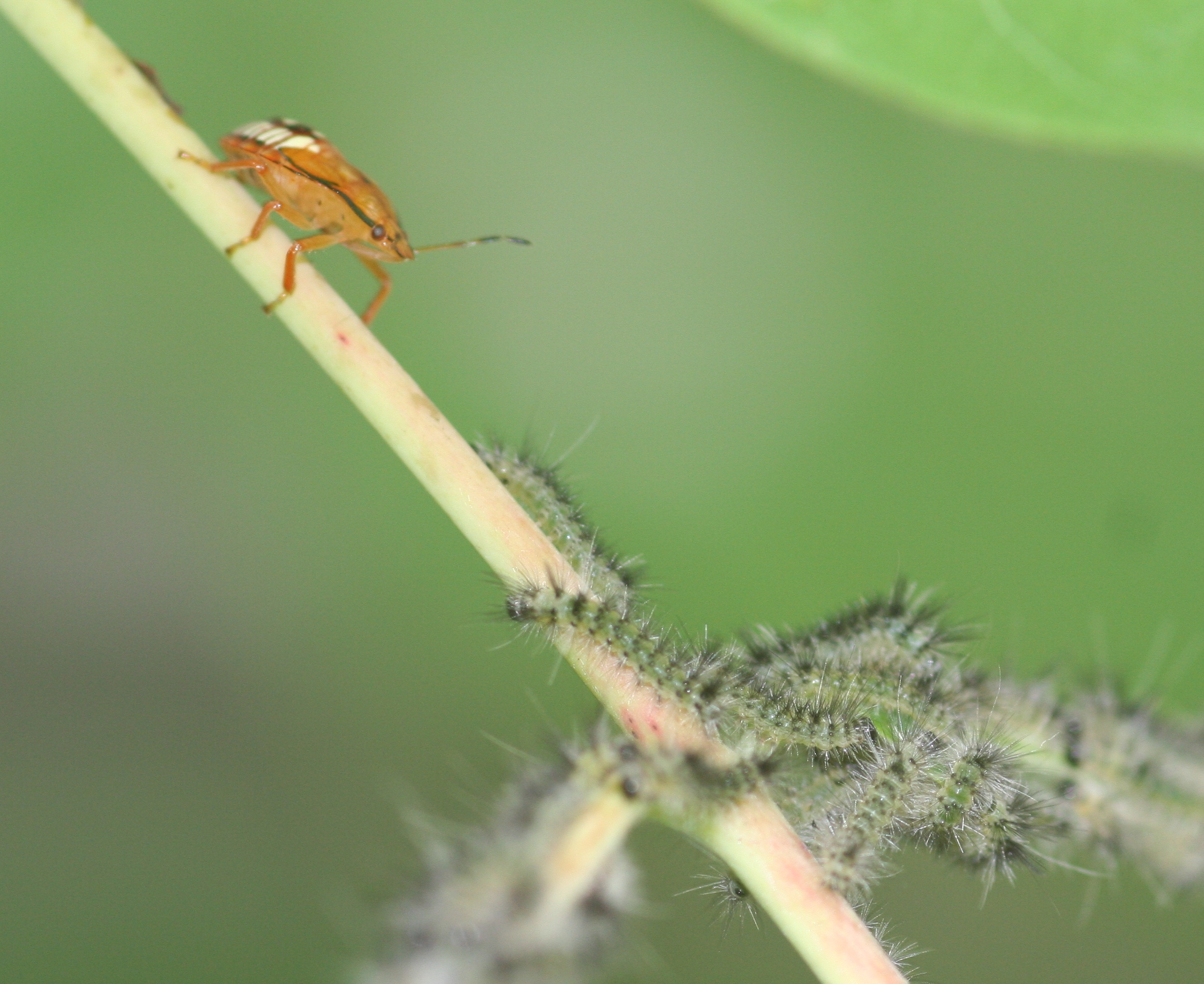
Sota atac de pentatòmid